# Ladislav Jenčák
Ladislav Jenčák (* 8. dubna 1952) je bývalý slovenský fotbalový záložník. Bydlí ve Vráblích.

## Fotbalová kariéra
V československé lize nastoupil za AC Nitra ve 36 ligových utkáních a dal 4 ligové góly.

## Ligová bilance
| Ročník                                   | Zápasy | Góly | Minuty | Klub     |
| ---------------------------------------- | ------ | ---- | ------ | -------- |
| 1. československá fotbalová liga 1972/73 | 7      | 0    | 420    | AC Nitra |
| 1. československá fotbalová liga 1973/74 | 15     | 4    | 1 299  | AC Nitra |
| 1. československá fotbalová liga 1974/75 | 14     | 0    | 959    | AC Nitra |
| CELKEM                                   | 36     | 4    | 2 678  |          |